# توماس پیندا
توماس پیندا (اسپانیایی: Tomás Pineda‎؛ زادهٔ ۲۱ ژانویهٔ ۱۹۴۶) بازیکن فوتبال اهل السالوادور بود.
از باشگاه‌هایی که در آن بازی کرده‌است می‌توان به باشگاه فوتبال آلیانسا اشاره کرد.
وی همچنین در تیم ملی فوتبال السالوادور بازی کرده‌است.